# Calliona
Calliona is een geslacht van vlinders van de familie prachtvlinders (Riodinidae), uit de onderfamilie Riodininae.

## Soorten
- C. irene (Westwood, 1851)
- C. siaka (Hewitson, 1858)